# Acacia prainii
Acacia prainii — вид квіткових рослин з родини бобових. Ареал: Австралія (Північна територія, Південна Австралія, Західна Австралія).

## Середовище
Росте на червоних піщаних, суглинистих та кам'янистих ґрунтах; є частиною відкритих лісів маллі, евкаліптових лісів або спініфексів.

## Біоморфологічна характеристика
Це кущ або дерево зазвичай від 1,0 до 3,0 метрів заввишки. Має кутасті гілочки з тонкими жовтими ребрами. Гладкі філодії мають лінійну форму, плоскі, завдовжки від 2 до 11 сантиметрів і вшир від 0,5 до 3 міліметрів, мають помітні середню жилку та крайові жилки. Цвіте з липня по жовтень і дає жовті квітки. Суцвіття складаються з трьох-семиголових китицей, ефектні сферичні квіткові голови містять від 10 до 24 світло-золотистих квіток. Стручки округлі над насінням і мають довжину близько 8,5 см і ширину від 5 до 7 мм. Блискуче чорне насіння має довгасто-еліптичну або яйцювату форму і довжину від 3,5 до 6 мм.